# Jacek Santorski
Jacek Santorski (ur. 30 maja 1951 w Warszawie) – polski psycholog, psychoterapeuta, wydawca i przedsiębiorca.

## Życiorys
Absolwent XXV Liceum Ogólnokształcącego im. Józefa Wybickiego w Warszawie, ukończył studia magisterskie i następnie doktoranckie na Uniwersytecie Warszawskim. Zajmował się psychoterapią, uzyskując licencję terapeuty i trenera oraz superwizora treningu i psychoterapii Polskiego Towarzystwa Psychologicznego. Założył Laboratorium Psychoedukacji i Wydawnictwo Jacek Santorski & Co (w 2009 przemianowane na Wydawnictwo Czarna Owca), które to firmy zostały później przekazane jego wspólnikom.
W drugiej połowie lat 90. zajął się prowadzeniem działalności jako konsultant przedsiębiorców w zakresie psychologii biznesu. Został współwłaścicielem firmy doradczej (Grupa Firm Doradczych VALUES) i Laboratorium Psychologii Zdrowia prowadzącego szkolenia dla lekarzy. Objął funkcję dyrektora programowego Akademii Psychologii Przywództwa, autorskiego programu dla menedżerów stworzonego z Witoldem Orłowskim.
Od 2012 do 2014 był członkiem Rady Gospodarczej przy prezesie Rady Ministrów.
Jest żonaty z Małgorzatą, ma trzech synów.

## Wybrane publikacje
- Bądź sobą i wygraj: 10 podpowiedzi dla aktywnej kobiety (współautor z Henryka Bochniarz), Wydawnictwo W.A.B., Warszawa 2012
- Biodynamiczna analiza charakteru i modele procesu somatycznej psychoterapii (oprac.), Jacek Santorski & Co, Warszawa 1991
- Ciało i charakter: diagnoza i strategie w psychoterapii somatyczno-charakterologicznej. Antologia (wybór i opracowanie), Jacek Santorski & Co, Warszawa 1995
- Dobre spotkania: efektywna realizacja programu współpracy lekarzy dla dobra pacjenta, Medial Communications, Warszawa 2007
- Dobre życie: the best of Jacek Santorski, Jarosław Szulski & Co Dom Wydawniczy, Warszawa 2010
- Emocje, charaktery i... geny (współautor z Katarzyną Niemczycką), Jacek Santorski & Co, Warszawa 1999
- Jak przetrwać w stresie, Jacek Santorski & Co, Warszawa 1992
- Jak żyć, żeby nie zwariować, Jacek Santorski & Co, Warszawa 2003
- Ludzie przeciwko ludziom? Jak żyć we współczesnej Polsce, Świat Książki, Warszawa 2004
- Miłość i praca: źródła siły rodziny i firmy. Trwałe relacje w biznesie i szczęście w życiu osobistym, Wydawnictwa Biznesowe, Warszawa 2002
- Nowe strategie i techniki pomocy psychologicznej (red.), PTHP, Warszawa 1984
- Prymusom dziękujemy : nowe spojrzenie na życie i karierę: wskazówki psychologa, teologa i inżyniera dla przedsiębiorców i menedżerów (współautor), Jacek Santorski & Co, Warszawa 2007
- Recepty na dobry sen, Jacek Santorski & Co, Warszawa 1993
- Sukces emocjonalny, Jacek Santorski & Co, Warszawa 1999
- Terapia a duszpasterstwo (współautor), Wyd. WAM, Warszawa 1995
- Wskazówki na dobre i na złe czasy, Jacek Santorski & Co, Warszawa 2009
- Życiowe aikido (współautor z Pawłem Bernasem i Pawłem Olesiakiem), Jarosław Szulski & Co Dom Wydawniczy, Warszawa 2011[4]